# Życie Literackie (1951—1991)
Życie Literackie (пол. «Жиче Литерацке», с пол. — «Литературная жизнь») — польский общественно-литературный еженедельный журнал, издававшийся с 1951 по 1991 год в Кракове.
С журналом сотрудничали видные польские писатели, в частности, Мирон Бялошевский, Адам Гжимала-Седлецкий, Рышард Клысь, Стефан Отвиновский, Ольгерд Терлецкий, Ежи Харасымович, Збигнев Херберт, Лешек Хердеген, Станислав Чыч, Вильгельм Шевчик и Вислава Шимборская.